# Dudypta
Die Dudypta (russisch Дудыпта) ist ein 687 km langer rechter Nebenfluss der Pjassina in Nordsibirien (Russland, Asien).

## Verlauf
Die Dudypta entfließt in 53 m Höhe dem Makar-See, der zu den Dudypta-Seen (russ. Dudyptskije osjora) gehört. Die Seen liegen im Zentralteil des Nordsibirischen Tieflands, das sich im Norden der Region Krasnojarsk zwischen Putorana- und Byrrangagebirge erstreckt. Auf ihrer gesamten Länge durchfließt die Dudypta die seenreiche, vielerorts sumpfige Tundralandschaft dieses Tieflandes in südwestlichen Richtungen. Sie erreicht die Pjassina knapp 150 km unterhalb ihres Ursprungs im Pjassinosee, unmittelbar unterhalb der aufgegebenen Ansiedlung Kresty und knapp 200 km nordöstlich der Großstadt Norilsk. Der Fluss ist in Mündungsnähe mehr als 500 Meter breit und drei Meter tief, und die Fließgeschwindigkeit beträgt dort 0,8 m/s.

## Hydrologie
Das Einzugsgebiet der Dudypta umfasst 33.100 km². Sie hat eine große Zahl wasserreicher Zuflüsse, darunter Ulachan-Jurjach, Bataika, Ugarnaja und Tundrowaja von rechts sowie Paiturma, Kamennaja, Awam, Kystyktach und Bychy von links.

## Nutzung und Infrastruktur
Die Dudypta ist auf 150 Kilometern des Unterlaufes schiffbar, jedoch nicht in der Liste der Binnenwasserstraßen aufgeführt.
Das durchflossene Gebiet ist äußerst dünn besiedelt; unmittelbar am Fluss gibt es keine Ortschaften. Einzige Ortschaft im Einzugsgebiet des Flusses ist Ust-Awam, gut zehn Kilometer oberhalb seiner Mündung in die Dudypta am linken Nebenfluss Awam gelegen, und mehr als 300 km Luftlinie von der Stadt Dudinka entfernt, der das Dorf administrativ unterstellt ist. Jegliche Verkehrsinfrastruktur im Gebiet fehlt dementsprechend.
Die Dudypta gilt als fischreich, unter anderem an verschiedenen Lachsfischen der Gattung Coregonus, darunter Muksun (C. muksun) und Große Maräne (C. nasus, russ. Tschir).